# Tarte à la crème (expression)
Cet article concerne l'expression tarte à la crème au sens figuré. Pour tarte à la crème pâtisserie, voir Tarte à la crème (pâtisserie). Pour les autres significations, voir Tarte à la crème (homonymie).
Une tarte à la crème, au sens figuré, est une expression évoquant une banalité, un poncif, une platitude.

## Molière et l'aventure de la tarte à la crème

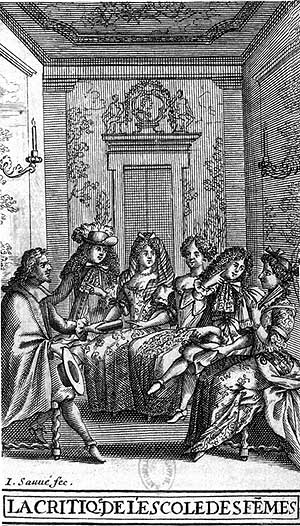
La Critique de l'École des femmes.

En 1662, Molière, dans L'École des femmes (acte I, vers 97), fait dire à Arnolphe, qui craint les « tours rusés et les subtiles trames / Dont pour nous en planter savent user les femmes », qu'il aimerait « mieux une laide bien sotte / Qu’une femme fort belle avec beaucoup d’esprit ». 
Évoquant le corbillon, un jeu consistant pour les joueurs à répondre à leurs prédécesseurs par un mot rimant à leur tour, Arnolphe poursuit : « Et s’il faut qu'avec elle on joue au corbillon, / Et qu’on vienne à lui dire à son tour : Qu’y met-on ? / Je veux qu’elle réponde : Une tarte à la crème. / En un mot, qu’elle soit d’une ignorance extrême. ».
L'usage d'une expression aussi triviale dans une pièce de théâtre provoque de violentes critiques : « Peut-t-on soutenir une pièce où l'on a mis tarte à la crème ? Cette expression se répétait par écho parmi tous les petits esprits de la cour et de la ville. » . 
Très affecté, Molière répond alors par une avalanche de tartes à la crème, ridiculisant ses détracteurs dans La Critique de l'École des femmes (1663) : 
Le marquis : Ah, ma foi, oui, tarte à la crème ! Voilà ce que j'avois remarqué tantôt ; tarte à la crème. Que je vous suis obligé, Madame, de m'avoir fait souvenir de tarte à la crème !  
Dorante : Hé bien, que veux tu dire ? Tarte à la crème !  
Le marquis : Parbleu, tarte à la crème, Chevalier.
Dorante : Mais encore ? 
Le marquis : Tarte à la crème. 
Dorante : Dis-nous un peu tes raisons. 
Le marquis : Tarte à la crème.
Le duc de La Feuillade, furieux de s’être reconnu dans le personnage du marquis, s'en prend physiquement Molière : « Un jour qu’il vit passer Molière dans un appartement où il était, il l’aborda, avec des démonstrations d’un homme qui voulait lui faire caresse. Molière, s’étant incliné, il lui prit la tête et en lui disant Tarte à la crème, Molière, Tarte à la crème, il lui frotta le visage contre ses boutons qui étant fort durs et fort tranchants lui mirent le visage en sang. Le Roi qui vit Molière le même jour apprit la chose avec indignation, et la marqua au Duc qui apprit à ses dépens combien Molière était dans les bonnes grâces de sa Majesté. »,.
Depuis lors, une « tarte à la crème » est un cliché, une réponse toute faite et banale : « comme les marquis de La Critique de l'École des femmes : tarte à la crème est leur réponse à tout » (Mercure de France 1786),.

## Les différents emplois de l'expression

### Facilité utilisée de façon répartitive
- « La dyslexie, tarte à la crème des difficultés scolaires, est également au carrefour des théories sur l'apprentissage de la lecture. Peu de lecture, beaucoup de dyslexie », Jean Foucambert. 1986 [10].
- « Le dogme de la guerre courte et sa conséquence immédiate, à savoir l’allure offensive à imprimer à la conduite générale de la guerre, n’avaient pourtant pas amené tous les Allemands sans exception à faire de l’offensive une espèce de tarte à la crème, de panacée universelle à appliquer sans tempérament en tout temps et en toute circonstance »[11]. Raoul de Thomasson. 1919.

### Réponse toute faite utilisée à tout bout de champ
- « La thèse de la vitesse excessive. C'est la tarte à la crème en cas d'accident de la route. Mais une voiture, c'est fait pour rouler; quand un avion s'écrase, est-ce qu'on lui reproche l'altitude ? », Caroline Masseron, 1997 [12].
- « Les fameuses coupes sombres, dénoncées par M. Lherbette, du haut de la tribune nationale, ont eu, dans leur temps, un grand succès de scandale. Il n’y avait sans doute pas un sur mille des individus qui sût ce que c’est qu’une coupe sombre, mais le mot fit fortune ; il devint la tarte à la crème d’une foule d’imbéciles [...] Coupe sombre répondait à tout » [13]. Le Courrier de Saône et Loire du 14 septembre 1850.

### Banalité, poncif
- « C'était d'actualité au début des années 70, et la pièce avait un côté prophétique ; aujourd'hui la mondialisation est devenue une tarte à la crème (je ne conteste pas la réalité des tartes à la crème) », Guy Bruit, 2008 [14].
- « ... de la répartition des sépultures, de leurs regroupements ou de leur richesse relative, entraîne encore parfois à des raisonnements trop simplistes et à des assertions proches de la tarte à la crème ». Archéologie médiévale, 1998[15].